# Eduard Berraondo Cavallé
Eduard Berraondo Cavallé es un periodista español con una larga trayectoria en los medios de comunicación.

## Biografía
Eduard Berraondo estudió periodismo en la UAB. Su primer trabajo como profesional fue en 1976, en el periódico deportivo 424, como redactor de boxeo. Ese mismo año inició su carrera televisiva en el programa de TVE Polideportivo, presentado por José Félix Pons, y posteriormente pasó a formar parte del equipo de Sobre el terreno, presentado por Juan José Castillo.
En 1978 entró en el diario Sport como jefe de sección. En 1983 fue nombrado jefe de Deportes de Catalunya Radio, donde permaneció hasta que inició su andadura como periodista deportivo en TV3, como director de Deportes en Informativos, presentador de deportes en el informativo TN vespre, y como conductor y director de diferentes programas como GOL a GOL, Tot l’esport, Temps de Neu, retransmisiones de tenis, fútbol americano, gimnasia o waterpolo.
Como periodista deportivo ha estado presente en acontecimientos como los Juegos Olímpicos, la Superbowl, y torneos de tenis como el Trofeo Conde de Godó, Roland Garros, Wimbledon o la Copa Davis. 
En 1991 dejó temporalmente la televisión para incorporarse como vicepresidente en la agencia de comunicación Gene & Asociados, donde desarrolló el proyecto Barcelona Dragons y realizó la función de Jefe de Prensa del torneo Godó.
En 1993 regresó a TV3 hasta que, en 1998, se incorporó en TVE para dirigir y presentar los programas Estadio 2 y Gol Nord. En 2000, se incorporó como director de La Tarda de Cope, hasta 2003, año en que continuó con el género magacín dirigiendo Las tardes de Onda Cero en Cataluña. En 2004 se trabajó en Canal 50, y fue responsable posterior del proyecto Canal Català hasta 2008. En enero de 2008, fue nombrado consejero de gobierno de la Corporació Catalana de Mitjans Audiovisuals, cargo en el que se mantuvo hasta abril de 2012.
En 2014, se incorporó a El Punt Avui Televisió como director y presentador del programa L'Illa de Robinson, en el que continúa actualmente.

## Trayectoria en televisión
- 424 (1976-1980) en Grupo Mundo (Redactor).
- El terreno y Polideportivo (1978-1981) en TVE (Presentador).
- Sport (periódico) (1981-1982) en SPORT (Jefe de secciones).
- Deportes (1981-1993) en Catalunya radio (Jefe de deportes).
- Telediario TV3 (1984-1991) en TV3 (Director de deportes en informativos).
- JJOO Canal Olímpic (1991) en(Comentarista y conductor).
- Fórmula 1 (1991) en Proyecto Jordi Gené.
- JJOO Barcelona (1991) en JJ. OO. Barcelona (Responsable del Operativo olímpico de Seiko).
- Torneo Godó (1991) en Torneo Godó (Jefe de Prensa).
- Barcelona Dragons (1991) en Barcelona Dragons(Director del proyecto).
- Programas Deportivos (1993-1997) en TV3(Director de Programas Deportivos).
- Estadio 2 (1998-2001) en TVE.
- Les tardes de la COPE Tribuna Náutica(2001-2004) en Cadena COPE.
- Director de campaña de la candidatura de Jordi Majó (2003-2004) en F.C Barcelona.
- La tarda (2004-2006) en Onda cero (Director-conductor del programa).
- Mass-Media- Escola Superior de Mitjans de Comunicació (1997-2006) en Mass-Media(CEO y director general).
- Informativos (2006-2008) (Editor y presentador de Informativos).
- Canal Català TV (2006-2008 (Director de Canal Català TV).
- CCMA (2008-2012) en Corporació Catalana de Mitjans Audiovisuals (Conseller).
- Alkiona Produccions (2011-2013) en Alkiona Produccions(Director).